# انشقاق (سياسة)

الانشقاقات في المجتمع وفقًا لـ ليبست/روكان

في العلوم السياسية، الانشقاق هو انقسام المصوتين إلى كتل تصويتية.
الافتراض الأولي هو أن المصوتين لا ينتمون إلى مجموعة معرفة سلفًا من المؤيدين والمعارضين أو ضد مسألة معينة. وتفترض تحليلات الاقتراع أن المصوتين يفضلون حزبًا معينًا أو يقررون لصالح الحل أو الخيار الأقرب إلى موقفهم هم. وتقسم الانشقاقات المصوتين إلى مناصرين لمسألة معينة وخصوم لها أو تجعلهم يصوتون لحزب معين. فإذا تخيلت مواقف الأحزاب تجاه مسألة معينة على خط أفقي، فإن الانشقاق هو الخط الرأسي الذي يقسم الأحزاب إلى مؤيدين ومعارضين لتلك المسألة.

## أمثلة
من المحتمل أنه توجد العديد من الانشقاقات داخل المجتمع حسب تنوع أعضائه، لكن عرف سيمور مارتن ليبست وستين روكان (1967) أربعة انشقاقات أساسية في الحضارة الغربية عقب الثورة الصناعية. فوفقًا لـ ليبست وروكان، حددت تلك الانشقاقات بروز جميع الأحزاب الأوروبية ومحتوى تلك الأحزاب.
- المركز – المحيط - الفارق بين النخب في المناطق الحضرية وبين النخب في المناطق الأكثر بعدًا عن المركز. ويتجلى هذا صراحةً في القومية الجهوية. ففي إسبانيا على سبيل المثال، يوجد في العديد من المناطق أحزاب جهوية أو انفصالية. فوفقًا لـ ليبست وروكان، نتج هذا الانقسام عن إنشاء الدول القومية، حيث تكون بعض الدول أفضل من غيرها من حيث استيعاب الثقافات الأخرى داخل القومية الغالبة.
- الدولة - الكنيسة - الانفصال بين المصوتين الدينيين والمصوتين العلمانيين. فقد كان يوجد في هولندا خمسة أحزاب أساسية حتى السبعينيات من القرن العشرين: الحزب الشعبي الكاثوليكي (KVP), وحزب ضد الثورية (ARP) البروتستانتي ووالاتحاد التاريخي المسيحي (CHU), وحزب العمل الهولندي (PvdA) الديمقراطي الاجتماعي, وحزب الشعب للديمقراطية والحرية الليبرالي (VVD), بينما الحزبين الآخرين حزبان علمانيان.
- المالك - العامل انشقاق طبقي يؤدي إلى نشأة أحزاب من اليسار وأحزاب من اليمين. ويرى البعض أحيانًا أن هذا الانشقاق يمثل صراعًا بين الفقراء والأغنياء.[1] وتدعي الأحزاب المختلفة أنها تمثل كلا المصلحتين، رغم أن هذا قد لا يكون هو الأساس أو قد يكون.
- الأرض - الصناعة - تمارس الدول المستقرة السيطرة على التعريفات الجمركية ضد حرية التحكم في المشروعات الصناعية.

تتحدث تحليلات الاقتراع المعاصرة عن نشأة أنواع جديدة من الانشقاقات. فتضاف المزيد من نواحي التمييز التقليدية بين المالك والعامل (رأس المال والعامل) بين هؤلاء ممن لديهم أعمال/يعملون لدى الغير ومن ليسوا كذلك.
أضف إلى ذلك، أن الجنس أصبح انشقاقًا آخر، لا سيما فيما يتعلق في الحفاظ على منصف عمل مقابل آخر أو الحصول عليها.

## قراءات أخرى
- Party systems and voter alignments: cross-national perspectives. Free Press. 1967. ص. 554. مؤرشف من الأصل في 2022-04-10. {{استشهاد بكتاب}}: الوسيط |الأول1= يفتقد |الأخير1= (مساعدة)
- "Das "Konfliktlinienmodell einer Gesellschaft" nach Lipset/Rokkan" (بالألمانية). Dr. Andreas Hahn. 6 May 1999. Archived from the original on 2009-04-23. Retrieved 2013-03-11.
- Kreppel، Amie (28 يناير 2002). "Cleavages overhead" (PDF). University of Florida College of Liberal Arts and Sciences. مؤرشف من الأصل (PDF) في 2022-11-05. اطلع عليه بتاريخ 2013-03-11.
- Lipset، Seymour Martin؛ Rokkan، Stein (14 يوليو 2009). "Cleavage Structures, Party Systems, and Voter Alignments". مؤرشف من الأصل في 2019-12-13. اطلع عليه بتاريخ 2013-03-11.